# Ball Aerospace & Technologies

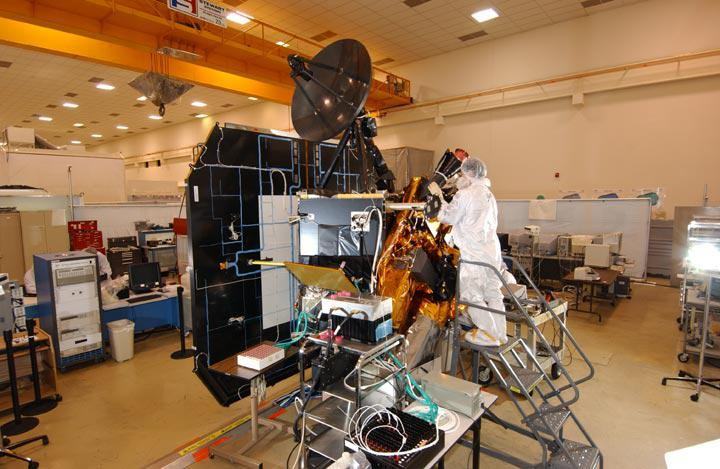
Montaż sondy Deep Impact w zakładach Ball Aerospace w Boulder

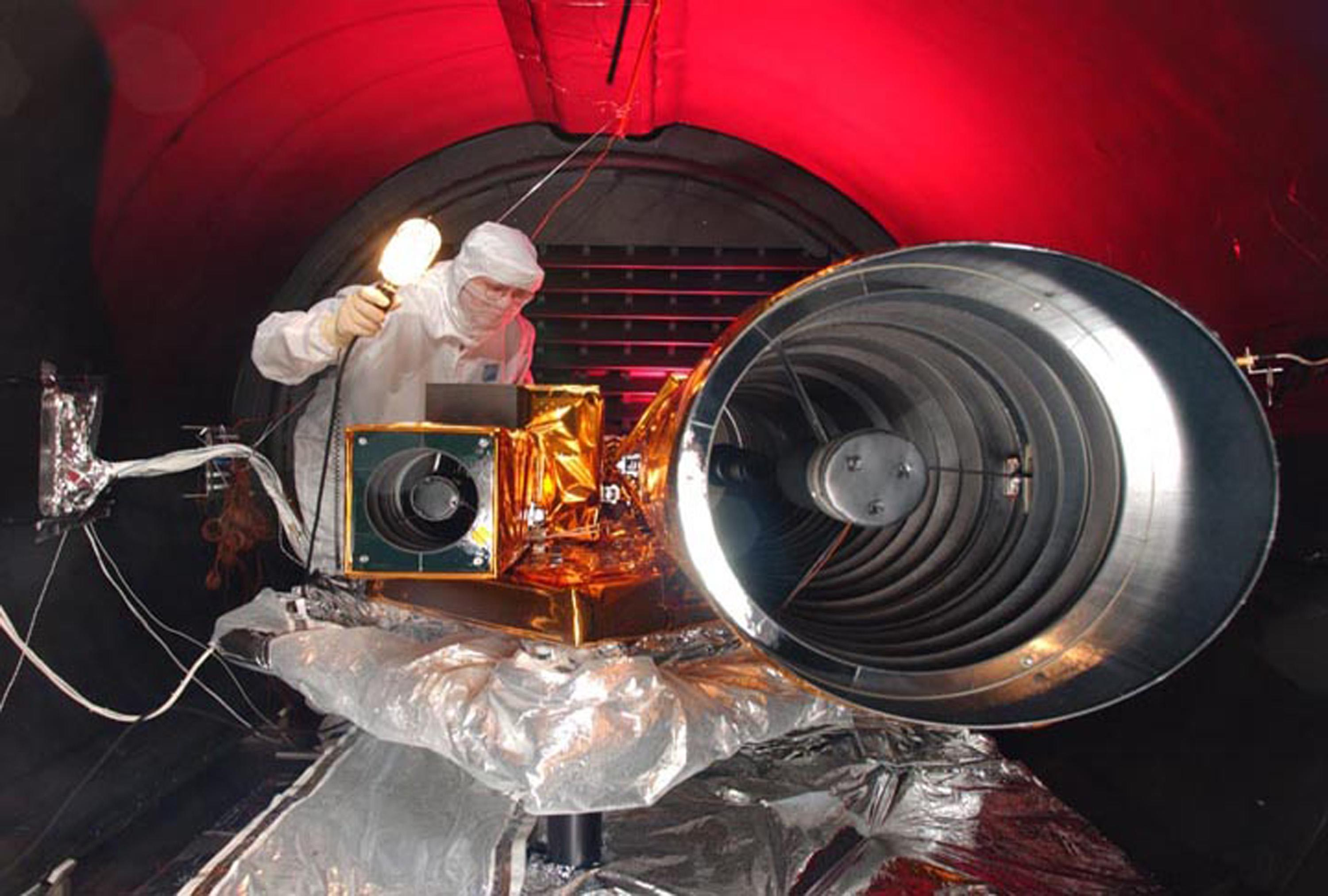
Testy sondy Deep Impact w zakładach Ball Aerospace w Boulder

Ball Aerospace & Technologies Corp. (potocznie Ball Aerospace) – amerykańskie przedsiębiorstwo zajmujące się wytwarzaniem produktów wysoko zaawansowanych technologii. Przedsiębiorstwo zajmuje się produkcją cywilnych i wojskowych statków kosmicznych oraz komponentów i przyrządów na potrzeby naukowe i przemysłu zbrojeniowego. Produkty firmy mają zastosowanie w celach naukowych, komercyjnych i wojskowych.
Siedziba przedsiębiorstwa oraz główne zakłady znajdują się w Boulder, ponadto firma posiada oddziały w Broomfield i Westminster w stanie Kolorado.
Ball Aerospace rozpoczął budowę podzespołów dla rakiet balistycznych w 1956 roku. W 1960 roku wygrał kontrakt na budowę pierwszego statku kosmicznego dla NASA – Orbiting Solar Observatory 1. W późniejszych latach firma zrealizowała wiele projektów technologicznych i naukowych.

## Wybrane realizowane projekty[1]

### Aktualne
- Orbital Express – autonomiczny satelita serwisowy,
- Kosmiczny Teleskop Jamesa Webba – budowany obecnie następca Kosmicznego Teleskopu Hubble’a.

### Historyczne
- Orbiting Solar Observatory 1 – orbitalne obserwatorium Słońca,
- Aeros – dwa satelity konstrukcji RFN do badań aeronomicznych,
- Kosmiczny Teleskop Hubble'a – Ball Aerospace skonstruował wszystkie instrumenty naukowe, które obecnie znajdują się na jego pokładzie, w tym m.in. Wide Field Camera 3,
- Kosmiczny Teleskop Keplera – teleskop kosmiczny agencji NASA poszukujący ziemiopodobnych planet pozasłonecznych,
- WorldView-2 – komercyjny satelita do obserwacji Ziemi,
- Wide-field Infrared Survey Explorer (WISE) – pracujący w zakresie podczerwieni teleskop kosmiczny należący do NASA,
- CloudSat – satelita do badań atmosfery, szczególnie chmur,
- Deep Impact – sonda kosmiczna, której celem było zbadanie składu jądra komety Tempel 1.